# Hortonworks
Hortonworks è un'azienda statunitense di software fondata nel 2011 da Yahoo! e Benchmark Capital e con sede a Santa Clara in California. La società si focalizza sullo sviluppo ed il supporto di Apache Hadoop, un framework che permette l'elaborazione distribuita di grandi insiemi di dati su gruppi di computer.